# 横浜国際女子駅伝

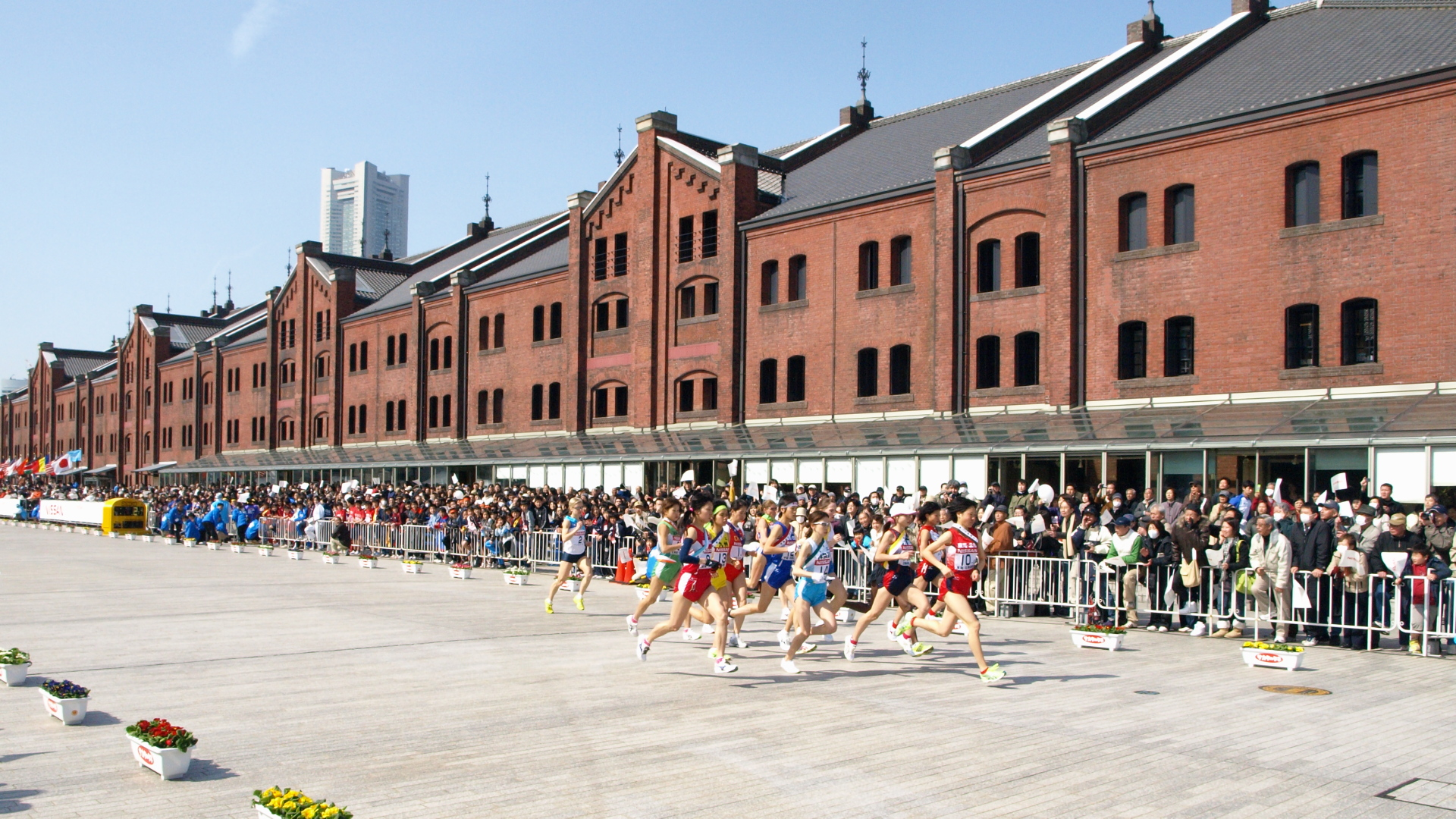
スタートの様子（2009年）

横浜国際女子駅伝（よこはまこくさいじょしえきでん）は、1983年から2009年まで、日本で毎年2月の第4日曜日に行われていた女子の駅伝大会。港町・神奈川県横浜市を舞台にレースを展開した。

## 概要
「世界およびわが国の女子長距離・マラソン選手育成と国際親善を目的とする」駅伝大会。各国代表チームに、日本ナショナルチーム、日本の地域選抜7チーム、後述する混成チーム（1997年の第15回まで）が挑戦した。1983年に第1回が行われ、優勝はソ連（当時）だった。
地域選抜は地元「神奈川」チームのほか、「北海道・東北」、「関東・東京」、「東海・北陸」、「近畿」、「中国・四国」、「九州」である。地域選抜の好走例も少なくなく、九州選抜が1998年の第16回で2位、1999年の第17回で3位に入ったほか、1992年の第10回では日本ナショナルチーム（6位）を上回る5位入賞を果たしている。他の地区も「神奈川」を含め全てが、1桁台の順位を記録したことがある。
各国の補欠選手（実績がありながら、調整不足などで代表メンバーを外れた選手など）を集めた混成チーム（サクラ・カモメ・フジ・ツバメ）も作られ、参加させていたこともあった。1989年の第7回では、混成カモメが第9位と健闘した例もある。
通常は、開催日の12時10分に号砲する大会だが、諸事情により開催日・スタート時間が変更されたことがあった。
- 1983年の第1回は、3月20日正午（12時00分）に号砲した。
- 1989年の第7回は、テレビ中継をしている日本テレビが14時00分に東京ドームからのボクシング中継を行ったことと、昭和天皇の大喪の礼直後によるコース等の警備上の関係で、11時10分に号砲した。
- 1998年の第16回は、長野オリンピック開催の関係で2月1日14時10分に号砲した。

2009年11月から横浜市で新たに「横浜国際女子マラソン」が開催されること（事実上東京国際女子マラソンを継承する形）になり、同年2月をもって大会が終了した。開始当初は10カ国前後の各国代表が出場していたが、2000年代に入ると5カ国前後にとどまり、最後となった2009年2月も6カ国の出場にとどまっていた（参加国数の減少は、国際千葉駅伝でも同じことが言える）。

## コースとその区間の特徴
末期のコースは以下の通り。

横浜赤レンガ倉庫発着→横浜・八景島シーパラダイス折り返し（6区間／42.195km）

　大会開設当初は下記にもあるが、横浜スタジアム発着、折り返し点は横浜市金沢区の横浜市立大学医学部病院前だった。
- このコースになったのは2003年からで、2002年まではスタート・ゴール地点を横浜スタジアムにして同スタジアムを特設陸上競技場にしていた。コースは変更前も変更後も、国際陸上競技連盟（IAAF）に公認されていない。
- 富岡トンネル、富岡総合公園経由になったのは1996年からで、1995年以前は杉田交差点を曲がり湾岸道路へと向かっていた。

### 1区（5.0km） 赤レンガ倉庫⇒本牧原
横浜赤レンガ倉庫（スタート）→（山下公園通り）→第1中継所（本牧原）
- スタートして600mほど赤レンガ倉庫の石畳の上を走る。転倒に要注意するところである。本牧原までは高低差はほとんどないコース最短区間だが、横浜ランドマークタワーなどみなとみらい地区の超高層ビル群から吹き付ける風が走る選手たちを襲う。

### 2区（10.0km） 本牧原⇒富岡
第1中継所→（磯子）→（富岡トンネル）→第2中継所（富岡総合公園）
- メダリストランナーが集うエース区間・2区。中継所をでてからゆるいアップダウンがあるほか、富岡トンネル付近のきつい上り坂が選手を苦しめる。このトンネルを抜ければ、3区を走る選手たちが待っている。

### 3区（6.0km） 富岡⇒八景島
第2中継所→（幸浦）→第3中継所（横浜・八景島シーパラダイス前）
- シーサイドライン沿いに走る3区は、風を遮る建物もあまり無い為に例年最も横風・向かい風更に追い風がきつい区間になる。さらに、横浜・八景島シーパラダイス前のアップダウンは短いながらもコース中一番激しい。

### 4区（6.0km） 八景島⇒富岡
第3中継所→（幸浦）→第4中継所（富岡総合公園）
- スタートし直ぐに折り返すこの4区。前の第3区の裏返し区間で横浜市内へ向かうので海からの追い風が選手達を後押しする。
- なお、例年折り返し地点では、横浜・八景島シーパラダイスのペンギンたちが選手たちを迎える。

### 5区（10.0km） 富岡⇒本牧宮原
第4中継所→（磯子）→（八幡橋）→第5中継所（本牧宮原）
- 2区の裏返し区間となる後半のエース区間。トンネル付近のアップダウンを抜けて、海沿いのほぼフラットなコースでメダリストたちの順位争いが見られる。

### 6区（5.195km） 本牧宮原⇒赤レンガ倉庫
第5中継所→（山下公園通り）→（みなとみらい）→横浜赤レンガ倉庫（ゴール）
- トラック5000mの一流ランナーがトップ奪取へ向け最後の追い込みをかけるこの区間。3.8km地点でいったん赤レンガ倉庫の前を通ってからゴールへと飛び込む。最後の横浜赤レンガ倉庫の急コーナー共々、1区と比べてもきついコーナーリングがポイントとなる。

## 歴代優勝チーム
| 回 | 開催日        | 優勝チーム     | 備考 |
| -- | ------------- | -------------- | --- |
| 1  | 1983年3月20日 | ソビエト連邦   | |
| 2  | 1984年2月26日 | イギリス       | |
| 3  | 1985年2月24日 | ソビエト連邦   | |
| 4  | 1986年2月23日 | ノルウェー     | |
| 5  | 1987年2月22日 | ポルトガル     | |
| 6  | 1988年2月28日 | ソビエト連邦   | |
| 7  | 1989年2月26日 | 中国           | |
| 8  | 1990年2月25日 | 日本           | 日本が8回目にして初優勝を果たした。 |
| 9  | 1991年2月24日 | 中国           | |
| 10 | 1992年2月23日 | 独立国家共同体 | 前年末に ソビエト連邦が崩壊。暫定措置として旧ソ連は「CISチーム」として参加した。翌年以降は国別の参加に変わった。 日本が九州選抜に敗れる波乱があった（九州が5位、日本が6位）。 |
| 11 | 1993年2月28日 | 日本           | |
| 12 | 1994年2月27日 | ロシア         | |
| 13 | 1995年2月26日 | 日本           | |
| 14 | 1996年2月25日 | 日本           | |
| 15 | 1997年2月23日 | 日本           | 混成チームはこの年を最後に廃止となった。 |
| 16 | 1998年2月1日  | 日本           | |
| 17 | 1999年2月28日 | 日本           | 日本が5連覇を達成。 |
| 18 | 2000年2月27日 | ケニア         | ケニア、アフリカ勢で初制覇。日本の6連覇を阻む。 |
| 19 | 2001年2月25日 | ロシア         | |
| 20 | 2002年2月24日 | 日本           | 20回目を記念して「メダリストチーム」を編成。夏季オリンピック・世界選手権の各大会でメダルを獲得したメンバーが集結した。この回で横浜スタジアムでのスタート・ゴールが最後。      |
| 21 | 2003年2月23日 | ロシア         | この回から横浜赤レンガ倉庫をスタート・ゴールに一部のコースが変更となる。ロシアが区間賞なしで優勝。                                                                            |
| 22 | 2004年2月22日 | エチオピア     | |
| 23 | 2005年2月27日 | 日本           | 2時間13分40秒の大会新記録をマーク。 |
| 24 | 2006年2月26日 | ロシア         | 小林祐梨子と新谷仁美の2人のスーパー高校生が世界に挑んだ。 |
| 25 | 2007年2月25日 | ロシア         | 海外招待チームの連覇は大会開始以後初めて。またこの年から大会ロゴを変更。 |
| 26 | 2008年2月24日 | エチオピア     | |
| 27 | 2009年2月22日 | 日本           | 横浜国際女子駅伝FINAL（=最終回大会）として開催。日本が最多の優勝通算10回で幕を閉じた。                                                                                        |

## ゼッケンスポンサー
- レナウン（1983・1984年）
- アマダ（1985～1992年）
- カゴメ（1993～1997年、その後は30秒スポンサーになる）
- セブン-イレブン（1998～2002年）
- キョーリン製薬（2003年）
- 明治乳業（2004年 オフィシャルドリンク「ヴァーム」提供も兼務。「ヴァーム」の提供は翌年以降も継続）
- 日産自動車（2005～2009年 オフィシャルカー提供も兼務）

## オフィシャルサプライヤー
- シチズン（2003～2006年 公式計時を提供）
- トヨタ自動車（1998～2003年 オフィシャルカーを提供）
- 日産自動車（1983～1992年 オフィシャルカーを提供）
- SUZUKI（1994～1997年 オフィシャルカー提供）
- フォルクスワーゲングループジャパン（1993年 オフィシャルカー提供）
- FUJI XEROX（現:富士フイルムビジネスイノベーション）
- SEIKO（1983～2002・2007～2009年 公式計時を提供）
- コカ・コーラ（1998～2000年 オフィシャルドリンクを提供）
- アサヒビール（ソフトドリンク部門分社前・オフィシャルドリンクを提供）
- ダイハツ工業（2003・2004年 番組提供）

## テレビ中継
テレビ中継は東京の日本テレビ放送網をキーステーションに全国30局（NNS加盟29局とフジテレビ系列局である沖縄テレビ放送）を結んで、東京の本社ではなくコース沿いにある横浜プリンスホテルに放送センターを設けて放送していた。しかし横浜プリンスホテルは西武グループの再建の過程で2006年6月末に閉鎖・売却され使用できなくなったため、2007年から2009年まではパシフィコ横浜に放送センターが設けられていた。2002年（第20回）まではテレビ宮崎でも放送していた。また、鹿児島読売テレビが開局するまでは鹿児島テレビで放送された。
放送時間は12:00～14:40で、11:45～12:00には一部ネット局を除いて直前番組も放送した。
テレビ中継では毎年番組イメージソングを放送していた。
1983年〜1990年代前半 「愛のランナー」原久美子
1998年 「素顔」渡辺美里
1999年 「flower」裕未瑠華
2000年 「I Wanna Love You Forever」ジェシカ・シンプソン
2001年 「大切なコト」桃乃未琴
2002年 「Remember」Fayray
2003年 「WHITE OUT 〜memory of a color〜」TETSU69
2004年 「Identity -prologue-」dream
2005年 「君を連れていこう」東真紀
2006年 「Sunday～君だけの特別な週末～」175R
2007年 「Peaceお届け!!」鈴木亜美 joins THC
2008年 「最後の制服」AKB48
2009年 「桜」FUNKY MONKEY BABYS
「1区」「1号車」などといったテロップは、箱根駅伝と似ているものを採用していた。異なる点は箱根駅伝であれば「1区」などといったテロップの背景が黒であるが、横浜国際女子駅伝では桃系の色などテロップの背景の色が異なっていた。
女子駅伝ということもあってか中継車や中継所の実況に男性のスポーツアナウンサーだけでなく自局の女性アナウンサーも参加することが特徴で、かつては女性アナによる実況の舞台裏を同局のワイドショーやスポーツ番組で取り上げることもあった。一方、放送センターの担当は男性アナで固定されているがかつては石川牧子アナ（当時）がそれを担当したこともあった。
2007年（第25回）からはステレオ音声・ハイビジョン制作で放送されていた。また、2008年（第26回）と2009年（第27回）はデータ放送を実施していた。
新聞報道では優勝したロシアチームによるテレビ中継への不満が指摘されている。優勝したのに先に日本チームのインタビューが始まったことに関して「優勝したのに寒い中待たされた。順位にふさわしい対応の仕方というものがある」という内容の批判を残した。それどころか区間記録を更新する走りをしても日本チームのランナーがインタビューを受け、外国のチームは決して個人でインタビューを受けることはない。これは地域選抜のチームも同様であった。

### 実況アナウンサー
| 1988年 - 松永二三男（センター） - 福留功男（1号車） - 小倉淳（2号車） - 深堀恵美子（3号車） - 木村優子（第1中継所、優勝インタビュー） - 大島典子（第2中継所） - 鈴木君枝（第3中継所） - 加藤明美（第4中継所） - 荻原弘子（第5中継所） - 山下末則（フィニッシュ） | 1993年 - 小池裕美子（センター） - 山下末則（1号車） - 関谷亜矢子（2号車） - 船越雅史（3号車） - 村山喜彦（第1中継所） - 鈴木健（第2中継所） - 金子茂（第3中継所） - 若林健治（第4中継所） - 後藤俊哉（第5中継所） - 石川牧子（フィニッシュ） - 豊田順子（優勝インタビュー） | 1994年 - 石川牧子（センター） - 船越雅史（1号車） - 豊田順子（2号車） - 河村亮（3号車） - 村山喜彦（第1中継所） - 鈴木健（第2中継所） - 金子茂（第3中継所） - 保坂昌宏（第4中継所） - 後藤俊哉（第5中継所） - 加藤明美（フィニッシュ） - 鈴木君枝（優勝インタビュー） |

| 1995年 - 石川牧子（センター） - 船越雅史（1号車） - 豊田順子（2号車） - 多昌博志（3号車） - 保坂昌宏（第1中継所） - 金子茂（第2中継所） - 平川健太郎（第3中継所） - 増田隆生（第4中継所） - 後藤俊哉（第5中継所） - 加藤明美（フィニッシュ） - 鈴木君枝（優勝インタビュー） | 1996年 - 石川牧子（センター） - 多昌博志（1号車） - 井田由美（2号車） - 豊田順子（3号車） - 平川健太郎（第1中継所） - 関谷亜矢子（第2中継所） - 松永二三男（第3中継所） - 松本志のぶ（第4中継所） - 後藤俊哉（第5中継所） - 鈴木健（フィニッシュ） - 加藤明美（優勝インタビュー） | 1997年 - 多昌博志（センター） - 船越雅史（1号車） - 関谷亜矢子（2号車） - 鈴木君枝（3号車） - 平川健太郎（第1中継所） - 笛吹雅子（第2中継所） - 河村亮（第3中継所） - 松本志のぶ（第4中継所） - 金子茂（第5中継所） - 鈴木健（フィニッシュ） - 山王丸和恵（優勝インタビュー） |

| 1998年 - 松永二三男（センター） - 多昌博志（1号車） - 鈴木君枝（2号車） - 藤井貴彦（3号車） - 平川健太郎（第1中継所） - 後藤俊哉（第2中継所） - 豊田順子（第3中継所） - 魚住りえ（第4中継所） - 角田久美子（第5中継所） - 関谷亜矢子（フィニッシュ） - 森富美（優勝インタビュー） | 1999年 - 松永二三男（センター） - 村山喜彦（1号車） - 松本志のぶ（2号車） - 河村亮（3号車） - 平川健太郎（第1中継所） - 鈴木健（第2中継所） - 矢島学（第3中継所） - 角田久美子（第4中継所） - 町亞聖（第5中継所） - 船越雅史（フィニッシュ） - 山王丸和恵（優勝インタビュー） | 2000年 - 船越雅史（センター） - 鈴木健（1号車） - 平川健太郎（2号車） - 羽鳥慎一（3号車） - 藤井貴彦（第1中継所） - 舟津宜史（第2中継所） - 角田久美子（第3中継所） - 馬場典子（第4中継所） - 柴田倫世（第5中継所） - 松本志のぶ（フィニッシュ） - 古市幸子（優勝インタビュー） |

| 2001年 - 船越雅史（センター） - 河村亮（1号車） - 角田久美子（2号車） - 矢島学（3号車） - 蛯原哲（第1中継所） - 馬場典子（第2中継所） - 町田浩徳（第3中継所） - 柴田倫世（第4中継所） - 河合彩（第5中継所） - 松本志のぶ（フィニッシュ） - 新谷保志（優勝インタビュー） | 2002年 - 船越雅史（センター） - 平川健太郎（1号車） - 角田久美子（2号車） - 長谷川憲司（3号車） - 町田浩徳（第1中継所） - 河本香織（第2中継所） - 新谷保志（第3中継所） - 山本真純（第4中継所） - 山下美穂子（第5中継所） - 山王丸和恵（フィニッシュ） - 延友陽子（優勝インタビュー） | 2003年 - 船越雅史（センター） - 平川健太郎（1号車） - 柴田倫世（2号車） - 町田浩徳（バイク） - 角田久美子（第1中継所） - 古市幸子（第2中継所） - 河本香織（第3中継所） - 山本真純（第4中継所） - 山下美穂子（第5中継所） - 森富美（フィニッシュ） - 不明（優勝インタビュー） |

| 2004年 - 船越雅史（センター） - 柴田倫世（1号車） - 山本真純（2号車） - 森圭介（バイク） - 平川健太郎（第1中継所） - 古市幸子（第2中継所） - 杉上佐智枝（第3中継所） - 阿部哲子（第4中継所） - 西尾由佳理（第5中継所） - 森富美（フィニッシュ） - 不明（優勝インタビュー） | 2005年 - 平川健太郎（センター） - 矢島学（1号車） - 馬場典子（2号車） - 山本真純（バイク） - 蛯原哲（第1中継所） - 杉上佐智枝（第2中継所） - 田中毅（第3中継所） - 佐藤良子（第4中継所） - 森麻季（第5中継所） - 町田浩徳（フィニッシュ） - 森富美（優勝インタビュー） - 阿部哲子（直前番組司会） | 2006年 - 平川健太郎（センター） - 矢島学（1号車） - 杉上佐智枝（2号車） - 佐藤良子（バイク） - 森圭介（第1中継所） - 山下美穂子（第2中継所） - 田中毅（第3中継所） - 森麻季（第4中継所） - 鈴江奈々（第5中継所） - 蛯原哲（フィニッシュ、直前番組司会） - 馬場典子（優勝インタビュー） |

| 2007年 - 平川健太郎（センター） - 町田浩徳（1号車） - 佐藤良子（2号車） - 杉上佐智枝（バイク） - 髙橋雄一（第1中継所） - 森麻季（第2中継所） - 上重聡（第3中継所） - 山下美穂子（第4中継所） - 古閑陽子（第5中継所） - 藤井貴彦（フィニッシュ） - 山本真純（優勝インタビュー） | 2008年 - 平川健太郎（センター） - 山本真純（1号車） - 矢島学（2号車） - 森圭介（バイク） - 中野謙吾（第1中継所） - 松本志のぶ（第2中継所） - 髙橋雄一（第3中継所） - 鈴江奈々（第4中継所） - 古閑陽子（第5中継所） - 森富美（フィニッシュ） - 佐藤良子（優勝インタビュー） - 右松健太（センターサブ） - 夏目三久（センターサブ） - 新谷保志（1号車サブ） - 松尾英里子（2号車サブ） - 寺島淳司（フィニッシュサブ） | 2009年 - 平川健太郎（センター） - 山本真純（1号車） - 杉上佐智枝（2号車） - 森圭介（バイク） - 田中毅（第1中継所） - 森麻季（第2中継所） - 馬場典子（第3中継所） - 山下美穂子（第4中継所） - 松尾英里子（第5中継所） - 田辺研一郎（フィニッシュ） - 古市幸子（優勝インタビュー） - 新谷保志（センターサブ） - 小熊美香（センターサブ） - 佐藤義朗（1号車サブ） - 矢島学（2号車サブ） - 桝太一（フィニッシュサブ） |

## ラジオ中継
ラジオ中継は日本テレビ系で地元神奈川県に本社を置くアール・エフ・ラジオ日本が独占中継。なお中継の間は日曜競馬実況中継は中断され、結果速報のみとなった。